# لینگترن
لینگترن، با ارتفاع ۶٬۷۴۹ متر (۲۲٬۱۴۲ فوت)، کوهی است که در منطقه ماهالنگور هیمالیا، حدود ۸ کیلومتر (۵٫۰ مایل) در یک خط مستقیم از کوه اورست بلندترین قله جهان فاصله دارد. این کوه در مرز بین‌المللی بین نپال و منطقه خودمختار تبت چین واقع شده‌است و اولین بار در سال ۱۹۳۵ فتح گردید.

## جغرافیا

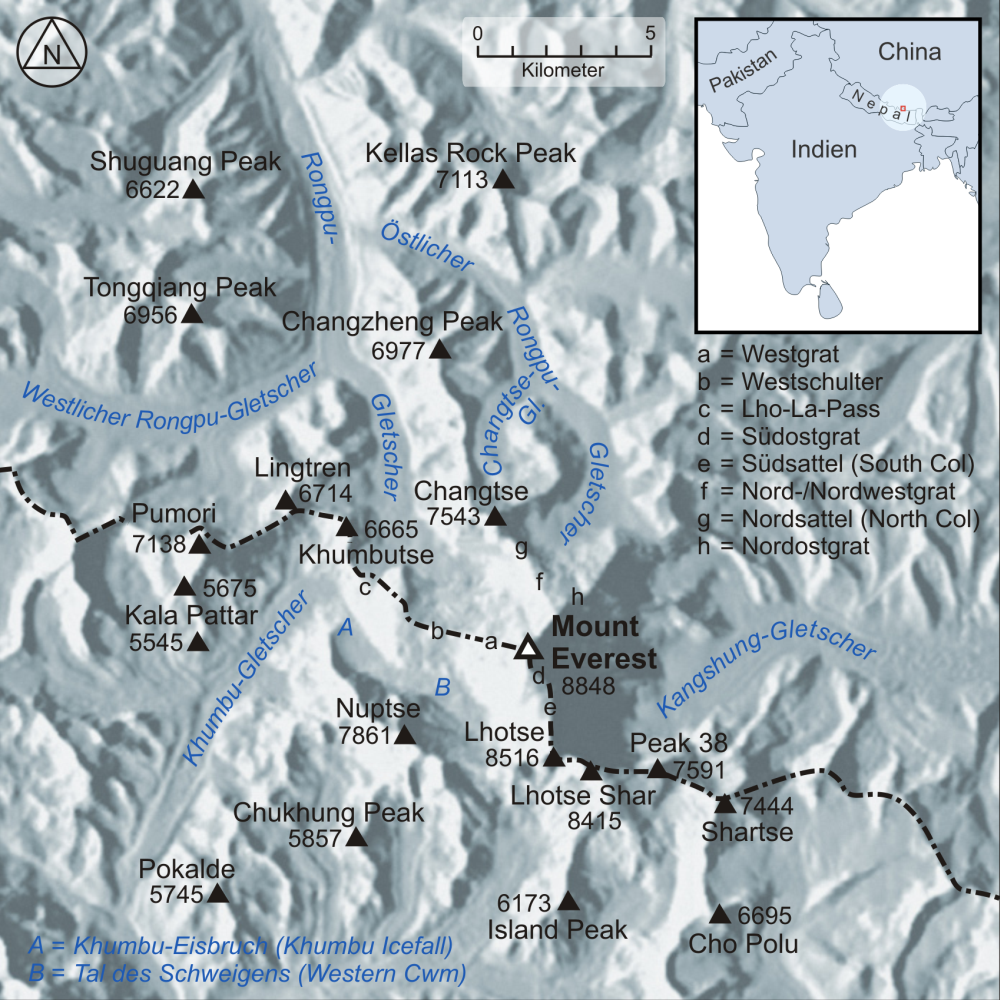
نقشه توپوگرافی منطقه

این کوه به همراه خمبوتسه و پوموری سه کوه بزرگی هستند که در سمت غربی کوه اورست قرار دارند.
از نظر زمین‌شناسی صورت جنوبی کوه از گنیس سیاه پوشانده شده‌است که توسط یک آذرین‌لایه ضخیم گرانیت عظیم پوشانده شده‌است. گنیس با بسیاری از آسترهای گرانیتی نازک‌تر قرار گرفته‌است.
همچنین گفته می‌شود ارتفاع قله ۶٬۷۱۴ متر (۲۲٬۰۲۸ فوت) و ۶٬۶۷۴ متر (۲۱٬۸۹۶ فوت) با استفاده از مدل‌های مختلف ارتفاع اندازه‌گیری شده‌است. برجستگی لینگترن در حدود ۵۹۳ متر (۱۹۴۶ فوت) بالاتر از قطب اصلی آن است که بین آن و نزدیکترین همسایه بالاتر پوموری قرار دارد.

## کشف

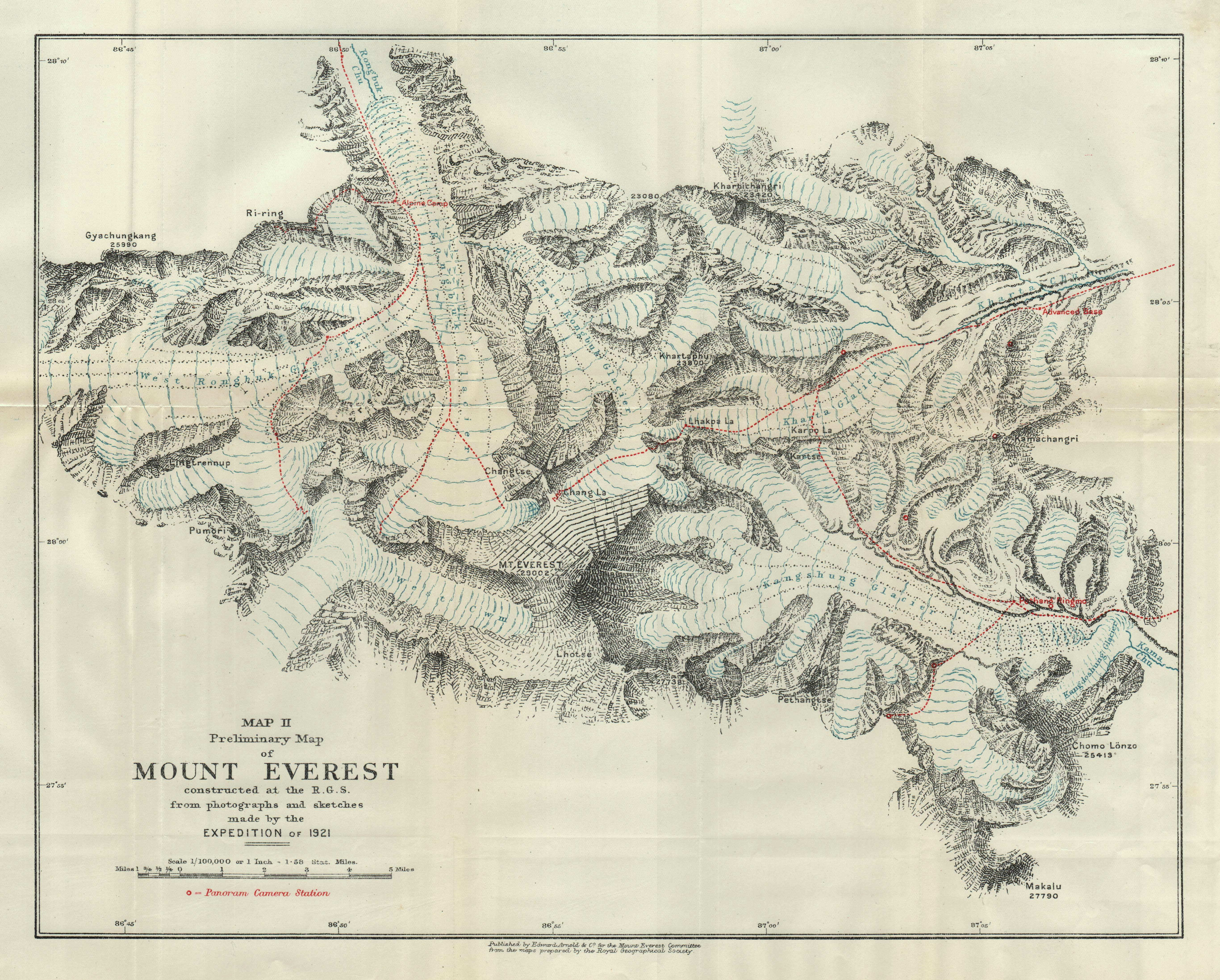
نقشه سفر ۱۹۲۱

لینگترن را می‌توان به راحتی در روستاهای مسکونی در دره خمبو نپال مشاهده کرد اما ممکن است که اولین بار که توسط کاشفان غربی در سال ۱۹۲۱ از تبت مشاهده شده باشد. جورج مالوری و گای بولاک در طی سفرهای ۱۹۲۱ بریتانیایی اورتست در حال کاوش در منطقه به شمال کوه اورست بودند که امیدوار بودند مسیری را برای قله پیدا کنند. خط الراس غربی اورست امیدوارکننده به نظر نمی‌رسید، بنابراین آنها سعی کردند در مقطعی به حوضه آبریز برسند تا ببینند که چه چیزی در جنوب قرار دارد.
با انجام این کار آنها لینگترن را کشف کردند (اما از آن صعود نکردند) و پهلوهای آن را دور زدند تا به کلنی برسند که از آنجا توانستند برای اولین بار Cwm Western را ببینند. با این حال، چشم‌انداز سرازیری رسوبی به یخچال خمبو و سپس صعود از یخبندان خمبو باعث شد آنها این مسیر را رد کنند.

## نامگذاری

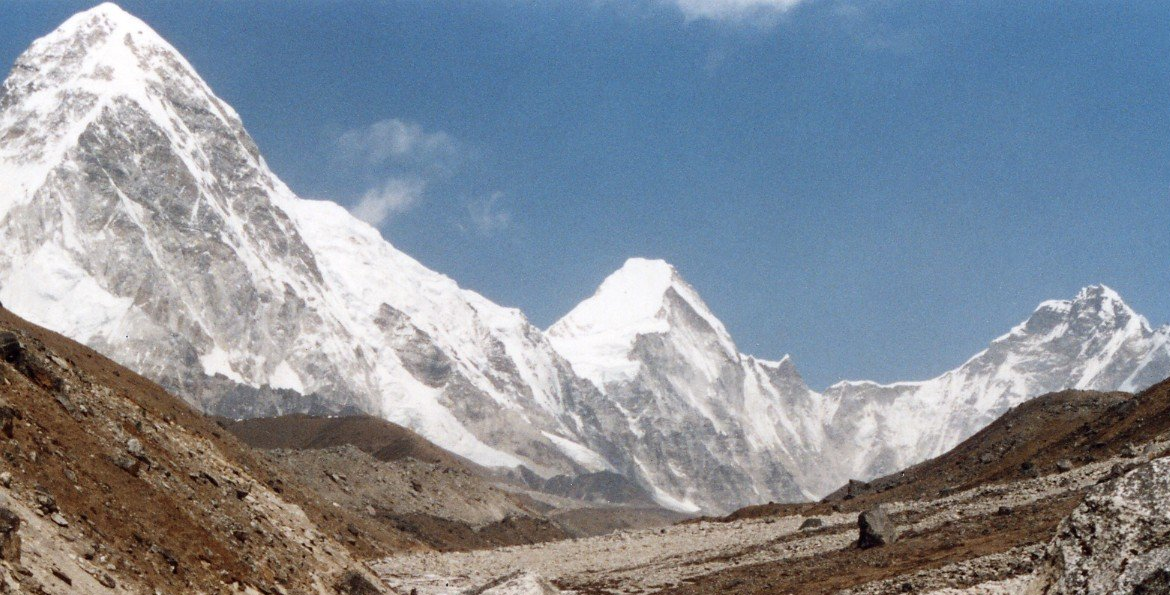
پانورامای پوموری، لینگترن و خمبوتسه

قله ای که اکنون با نام لینگترن شناخته می‌شود در حقیقت بخشی از سازندهای پیچیده‌ای است که از شمال به یخچال رانگبوک غربی گسترش می‌یابد (به نقشه سفر ۱۹۲۱ مراجعه کنید). بخش شمالی، در محل اتصال یخچالهای غربی و اصلی رانگبوک، اکنون عموماً قله گوانگمینگ (۲۸°۰۲′۴۶″شمالی ۸۶°۵۱′۵۳″شرقی / ۲۸٫۰۴۶۲°شمالی ۸۶٫۸۶۴۷°شرقی) نامیده می‌شود و دارای ارتفاع ۶٫۵۳۳ متر (۲۱۴۳۴ فوت) است. نام "لینگترن " اکنون فقط به بالاترین قله اشاره دارد، که بلافاصله در شمال یخچال خمبو قرار دارد.
مالوری و بولاک نام بسیاری از ویژگیهای مکان‌نگاری را که کشف کرده‌اند پیشنهاد کردند و این اعلان‌ها توسط این سفر تأیید شدند و برای تصویب به چارلز بل، سفیر ویژه انگلیس در لسا منتقل شدند. آنها با اشاره به کل مجموعه لینگترن، آنها نام " Lingtren" را به عنوان "تبت" برای "شبه قاره" یا "جزیره" انتخاب کردند. با استدلال به اینکه، این کلمه برای توصیف معبد کوچکتری که با یک معبد اصلی مرتبط است نیز استفاده می‌شود.
قله دیگری وجود دارد که به یخچال غربی رود رانگبوک می‌رود اما در سمت غرب واقع شده‌است که ثابت شده مکانی عالی برای مشاهده و عکسبرداری از توپوگرافی کوهستانی است. به دلیل موقعیت جداشده، اغلب با نام مستعار "Peak Island" از آن یاد می‌کردند. این کوه دارای ارتفاعی معادل ۶۳۹۶ متر (۲۰۹۸۴ فوت) است و اکنون به‌طور کلی لینگترن Xi (۲۸°۰۲′۰۵″شمالی ۸۶°۴۸′۲۸″شرقی / ۲۸٫۰۳۴۷°شمالی ۸۶٫۸۰۷۸°شرقی) خوانده می‌شود.
گروه بریتانیایی شناسایی کوه اورست در سال ۱۹۳۵ بار دیگر در این منطقه شروع به کاوش کرد و به همین مناسبت، در طی آنچه اریک شیپتون آن را «یک عیاشی واقعی از کوهنوردی» نامید، شیپتون و لسلی ویکره برایانت برای اولین بار به قله دور افتاده‌ای از لینگترن، لینگترن ناپ؛ و سپس قله اصلی لینگترن صعود کردند.
همان‌طور که در امتداد یک خط الراس باریک از یخ در حال پایین آمدن بودند، برایانت بیش از ۱۵۰ متر سقوط کرد. شیپتون توانست طناب او را نگه دارد و برایانت که تبر خود را حفظ کرده بود، توانست به عقب صعود کند.
هیچ سابقه کاملی در مورد صعود کوه از سال ۱۹۳۵ وجود ندارد و این بدان معنی است که هرگز از طرف نپال صعود نشده‌است. شاید این قابل توجه باشد زیرا از اردوگاه پایگاه اورست، پوموری و خمبوتسه کمتر از ۵ کیلومتر (۳ مایل) از آن فاصله دارد.

## بیشتر خواندن
- Bullock, G. H. (1962). "Everest Expedition, 1921. Diaries of G. H. Bullock (Part I)" (pdf). Alpine Journal. 304: 130–149. Retrieved 18 June 2014.
- Bullock, G. H. (1962). "Everest Expedition, 1921. Diaries of G. H. Bullock (Part II)" (pdf). Alpine Journal. 305: 291–309. Retrieved 18 June 2014. {{cite journal}}: Cite has empty unknown parameter: |1= (help)
- Howard-Bury, C. K. (1922). Mount Everest the Reconnaissance, 1921 (1 ed.). New York: Longman & Green. Retrieved 13 June 2014.
- Shipton, Eric (1936). "The Mount Everest Reconnaissance, 1935". Himalayan Journal. 8. Retrieved 9 December 2014.
- Vos, Bart (1997). Hoger dan de Dhaulagiri. Amsterdam: Nijgh & Van Ditmar. ISBN 978-9038874524.